# Jenny Lind

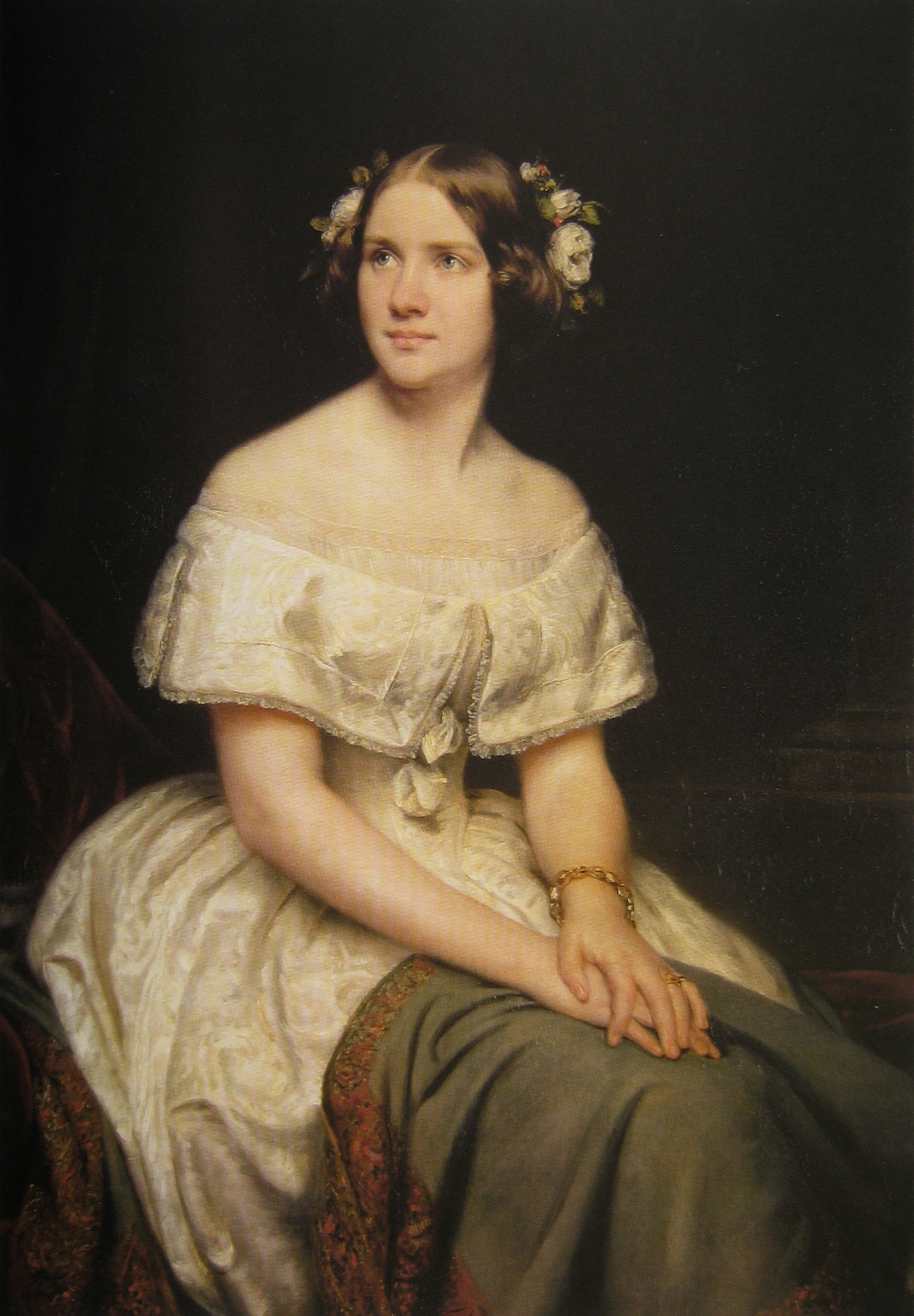
Jenny Lind

Johanna Maria Lind (Stockholm, 6 oktober 1820 – Malvern (Worcestershire), 2 november 1887), beter bekend als Jenny Lind, was een Zweedse sopraan.
Reeds op jeugdige leeftijd werd haar zangstem ontdekt. Op negenjarige leeftijd kwam ze in contact met een muziekmeester. Toen ze tien jaar was stond ze voor het eerst op het podium. Op haar zestiende was ze de lieveling van de Zweedse Koninklijke Opera en ze werd succesvol in heel Europa. Felix Mendelssohn Bartholdy was zeer op haar gesteld en schreef haar geregeld. In 1849 zette ze een punt achter haar operacarrière en werd concertzangeres.
In 1850 ging ze naar de Verenigde Staten, waar ze onder de hoede van P.T. Barnum rondtoerde. Het succes was overweldigend en ze kreeg de bijnaam "De Zweedse Nachtegaal". Barnum investeerde veel in de promotie van de tournee, zo organiseerde hij een stoombootrace over de Ohio River, van Cincinnati naar Pittsburg. De Messenger II, met Lind en Barnum aan boord, verloor van de Buckeye State, maar ze hadden hun publiciteit.
Ondertussen huwde ze in Amerika met de jonge pianist Otto Goldschmidt. Samen keerden ze in 1852 naar Europa terug en daar bouwde zij haar zangcarrière af. Ze werd filantroop en besteedde een groot deel van het vele geld dat ze verdiende aan liefdadigheid. In 1855 maakte ze met de fluitist Moritz Fürstenau een tournee door Nederland waarbij ze samen als solisten optraden.

## Vernoemingen
Vele zaken werden naar haar vernoemd, waaronder straten, een toetje, een theater in San Francisco, een wijk van Glasgow en een onbewoond eiland ten noorden van Canada, Jenny Lindeiland. In 1985 werd een inslagkrater op de planeet Venus naar haar vernoemd.
Tijdens haar vele reizen nam ze altijd een koffer mee. Deze zandloperachtige koffers werden later bekend als Jenny Lind-koffers.

## Fotogalerij

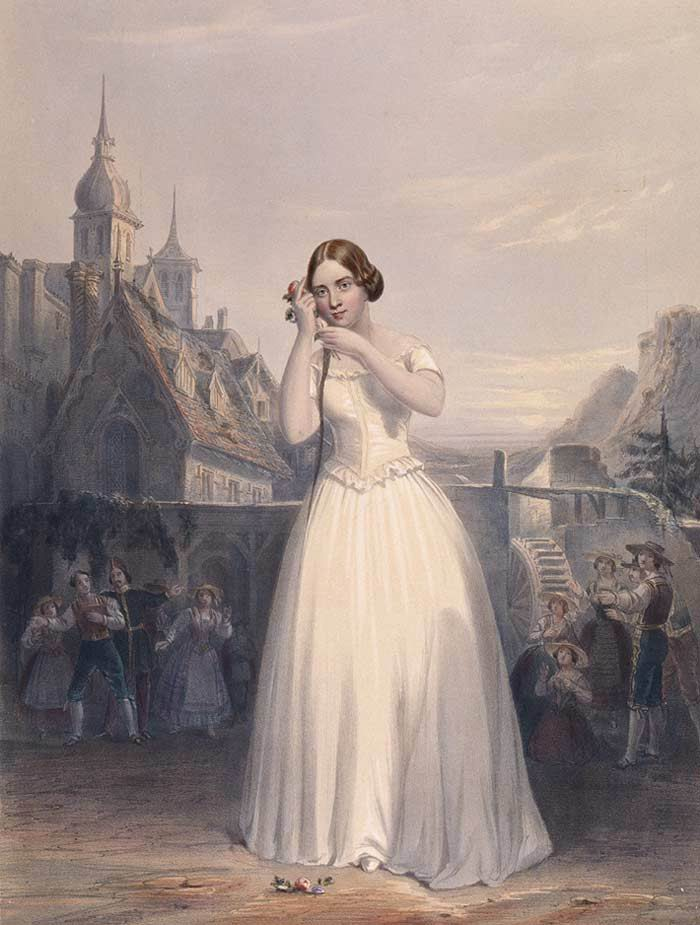
Jenny Lind in La Sonnambula
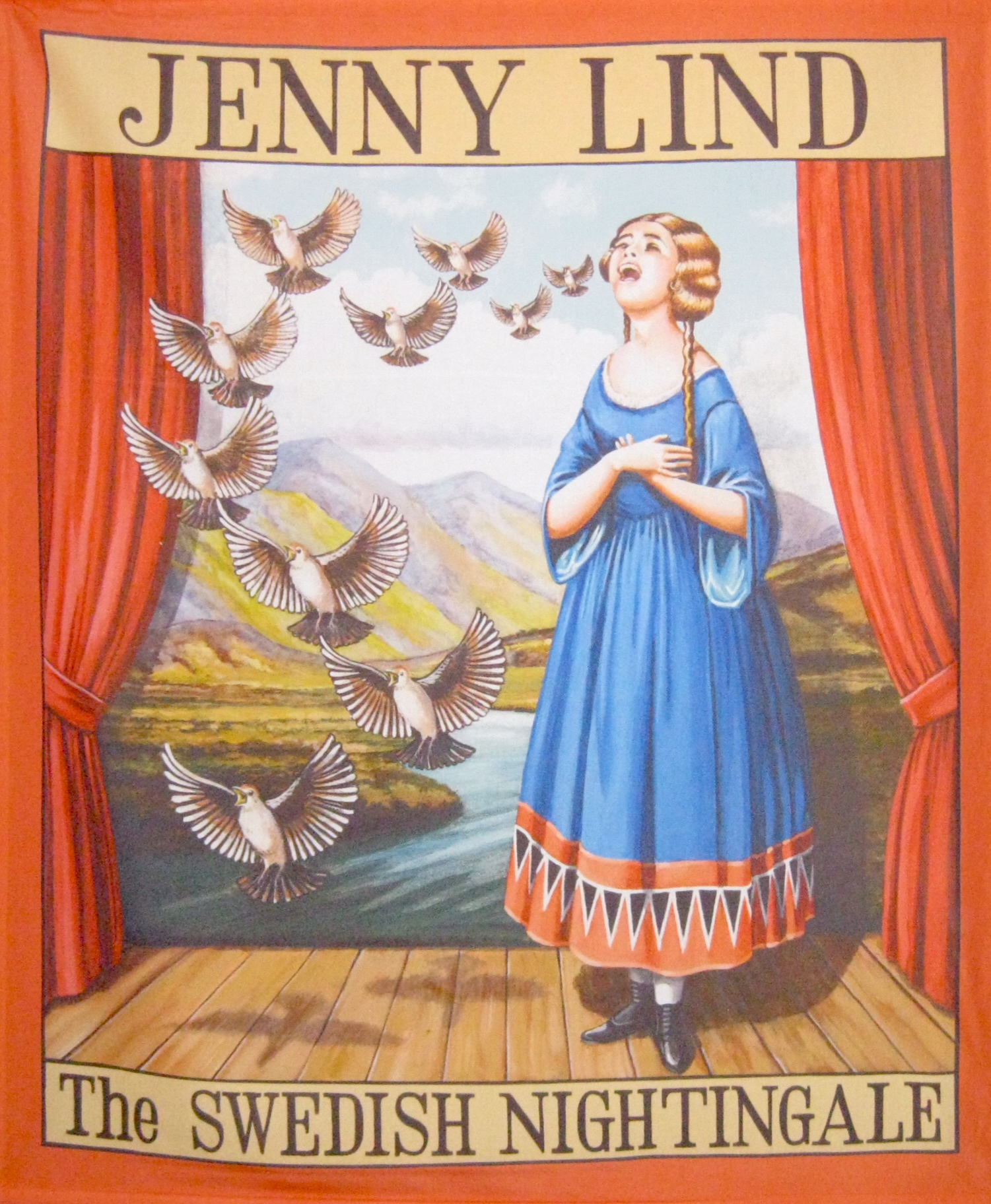
Poster van de tour van Jenny Lind